# 北金沢
北金沢（きたかなざわ）は青森市の地名である。郵便番号は030-8555。

## 地理
青森市市街地のやや南寄りに位置する。北は古川、東は旭町、南は金沢、西は久須志・千冨町に接する。域内はほとんどすべてが住宅地であり、東西の幹線道路沿いは小さな商店街となっている。

## 歴史
北金沢の地名の由来は、かつての小字名である。
　現在の北金沢は、昭和初めまで東津軽郡大野村の大字大野字金沢に属していた。
　この地域は、青森市中心部に近いことから都市化が早くから進み、大正時代には一丁目全域と二丁目の東半分が住宅地となり、1932（昭和7）年には、大野字片岡の一部とともに、大野字金沢の一部が青森市に編入された。このころから小字名である「北金沢」という地名が見られるようになった。戦後、二丁目の西半分にはしばらく水田が残っていたが、1970年代前半までにはほぼ全域が住宅地化した。1973年の住居表示実施により、北金沢は現在の範囲となった。

### 沿革
- 1973(昭和48)年11月1日 - 青森市南部地区の住居表示整備事業が実施され、北金沢一・二丁目が置かれた。

### 町名の変遷
| 実施後           | 実施年月日    | 実施前                           |
| ---------------- | ------------- | -------------------------------- |
| 北金沢一・二丁目 | 1973年11月1日 | 大野字北金沢、大野字長島の各一部 |

## 世帯数と人口
2022年（令和4年）12月1日現在の世帯数と人口は以下の通りである。
| 町丁         | 世帯数   | 人口   |
| ------------ | -------- | ------ |
| 北金沢一丁目 | 325世帯  | 887人  |
| 北金沢二丁目 | 178世帯  | 890人  |
| 合計         | 1340世帯 | 3565人 |

## 小・中学校の学区
市立小・中学校に通う場合、学区は以下の通りとなる。
| 町名         | 番地 | 小学校             | 中学校             |
| ------------ | ---- | ------------------ | ------------------ |
| 北金沢一丁目 | 全部 | 青森市立古川小学校 | 青森市立甲田中学校 |
| 北金沢二丁目 | 一部 | 青森市立古川小学校 | 青森市立甲田中学校 |
| 北金沢二丁目 | 一部 | 青森市立甲田小学校 | 青森市立古川中学校 |

## 交通

### 鉄道
町内北端付近を青い森鉄道線と奥羽貨物支線が通過するが、鉄道駅はない。

### 道路
- 旭町通り - 町の東端を通る。北部は旭町地下道になっている。
- 浪館通り - 青森県道44号青森環状野内線。町の北西端を通る。

### バス
- 青森市営バス - P 浪館通り線 南旭町停留所

## 主な施設
- 北金沢公園
- 青森甲田こども園
- あおもりみなみこども園